# Éric Joisel
Éric Joisel est un  origamiste français, né à Montmorency le 15 novembre 1956, et mort le 10 octobre 2010 à Argenteuil,,.

## Biographie
Éric Joisel est né en 1956. Il fait des études de dessin et de sculpture à partir de 1973. Il commence l'origami en 1984 et expose pour la première fois en 1987, à l'Espace Japon à Paris avec l'artiste Japonais Usataro Kimura.
Plieur professionnel depuis 1992, Éric Joisel réalise cette année-là des pliages et packaging pour les parfums Cartier photographiés pour plusieurs PLV. En 1993, il est associé dans la société France Origami où il reste près de six ans. 
Il travaille pour tout type d'événements et tout type de supports : expositions, animations, réalisations pour de nombreuses structures (villes, centres culturels, librairies, etc.). En 1996, son modèle de hérisson est primé par la Nippon Origami Association, Tokyo. Il participe à plusieurs reprises au festival Southeast Origami, Charlotte (NC) aux États-Unis, il en est l'invité d'honneur en 2002. En 1999, il est invité par Akira Yoshizawa pour son exposition au Matsuya Ginza à Tokyo. Deux ans plus tard, il entame une collaboration active avec la société Art Management. En 2005, il participe à l'exposition « Masters of Origami », qui réunit une cinquantaine d'origamistes, parmi les plus renommés dans le monde. Il meurt dans la nuit du 10 au 11 octobre 2010, des suites d'un cancer du poumon.

## Technique
Ses créations sont réalistes et fluides. Son processus de création laisse une part importante à l'improvisation même s'il prépare des modèles avant de se lancer dans une réalisation. Il utilise une méthode dite du « pli humide » qui consiste à humidifier la feuille pour réussir à créer des plis arrondis donnant ainsi des formes vivantes et réalistes.

## Réalisations

Images de réalisations d'Éric Joisel
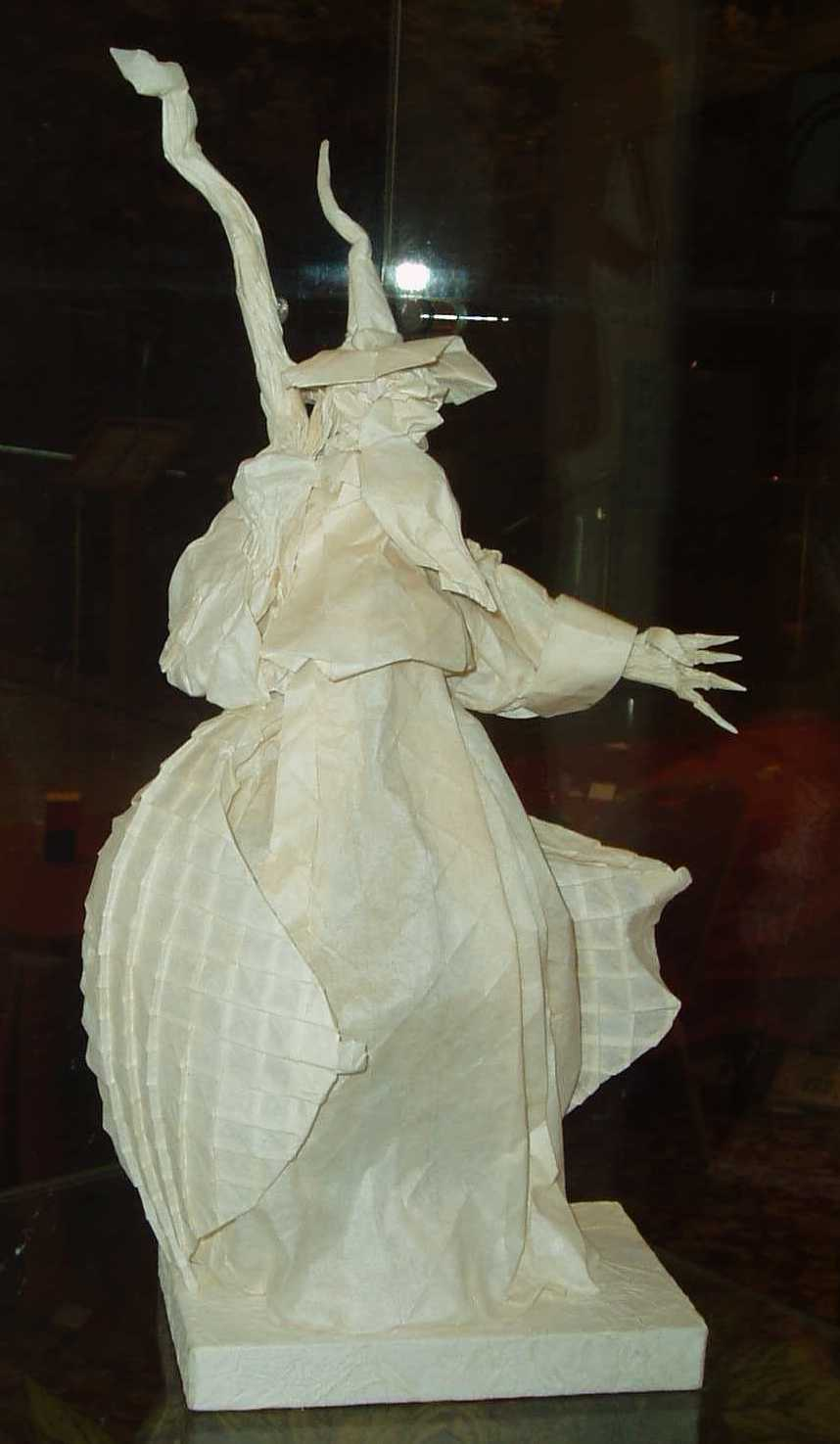
Gandalf
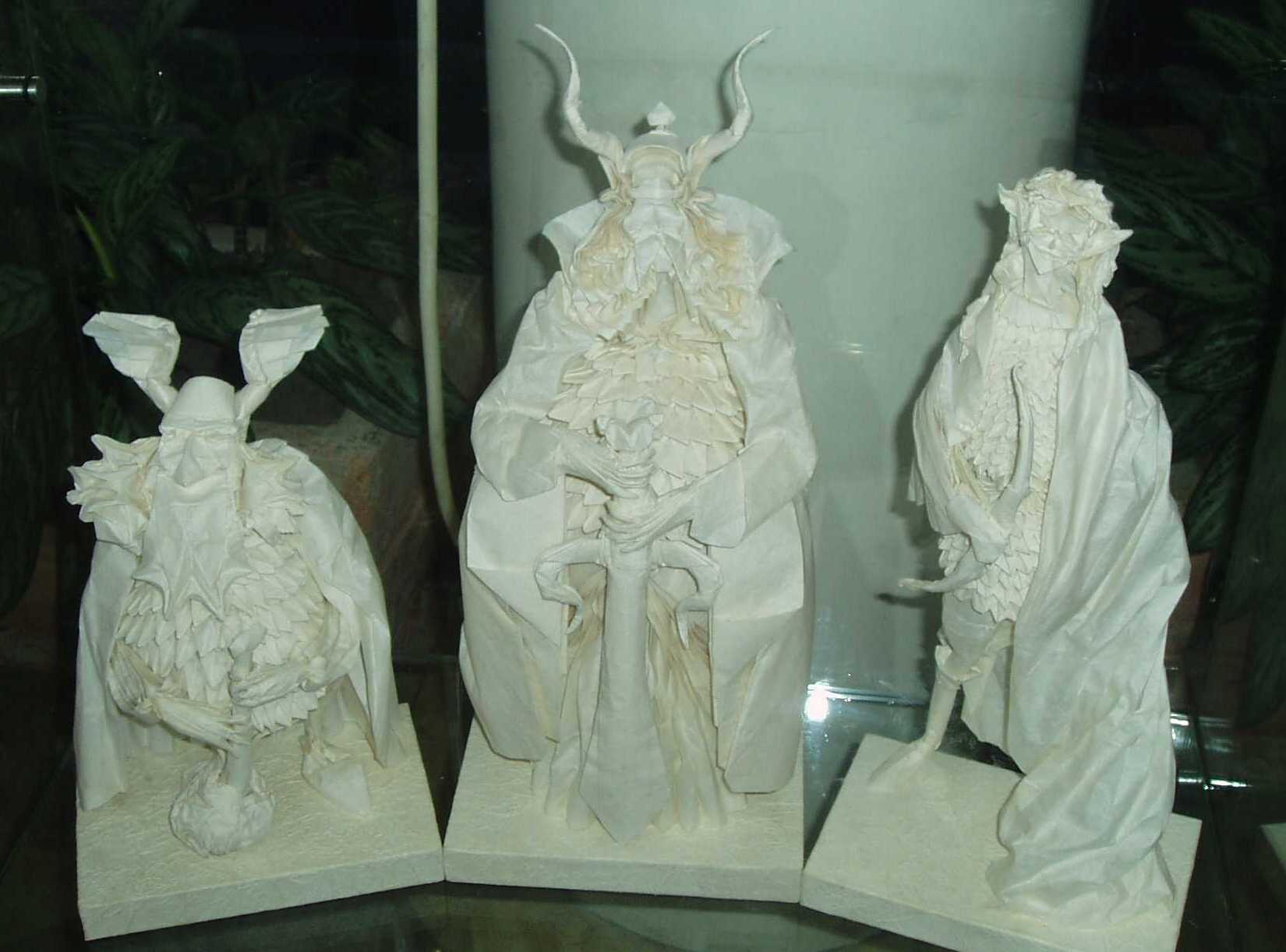
Les trois rois (inspiré du seigneur des anneaux)

Images de réalisations de modèles d'Éric Joisel
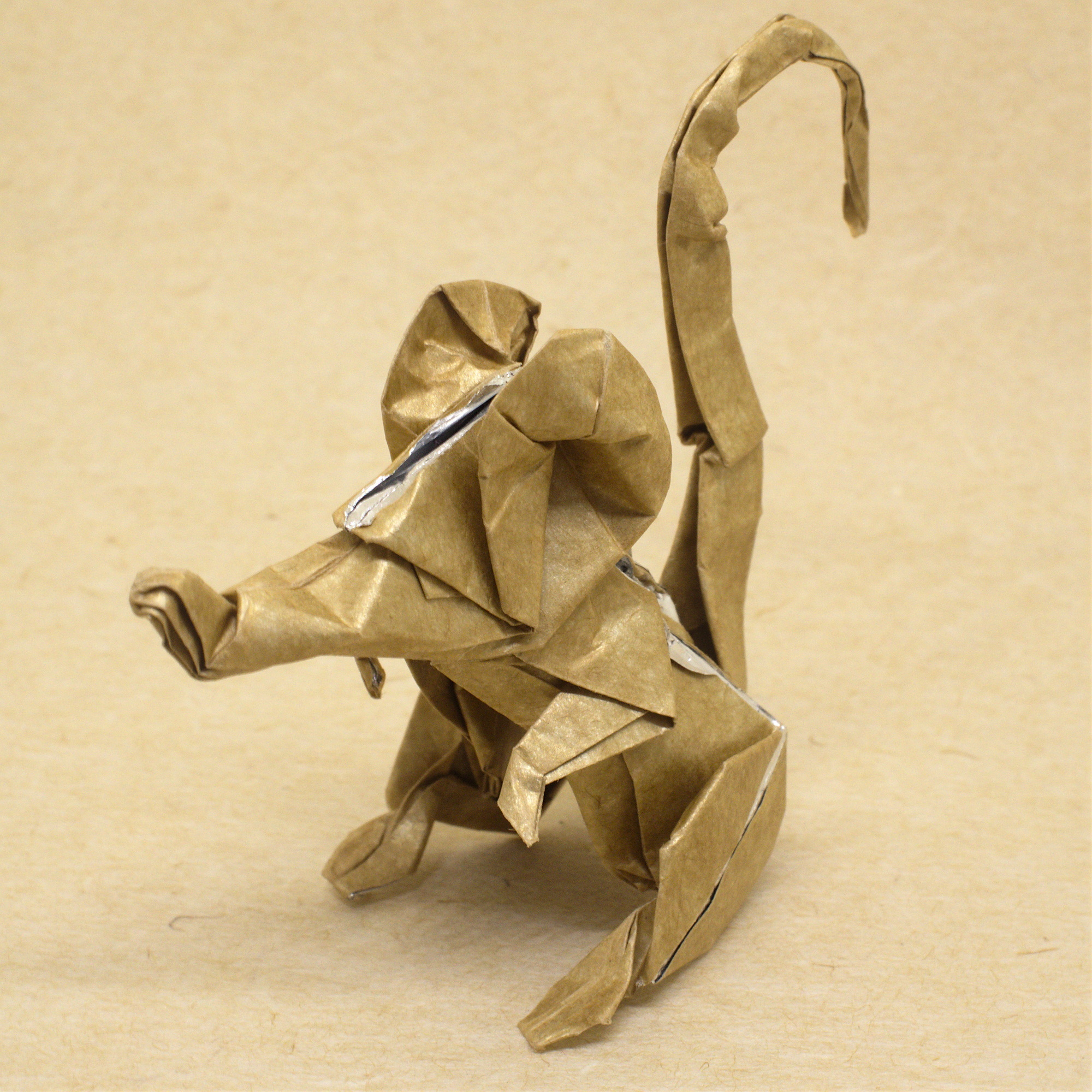
Un rat
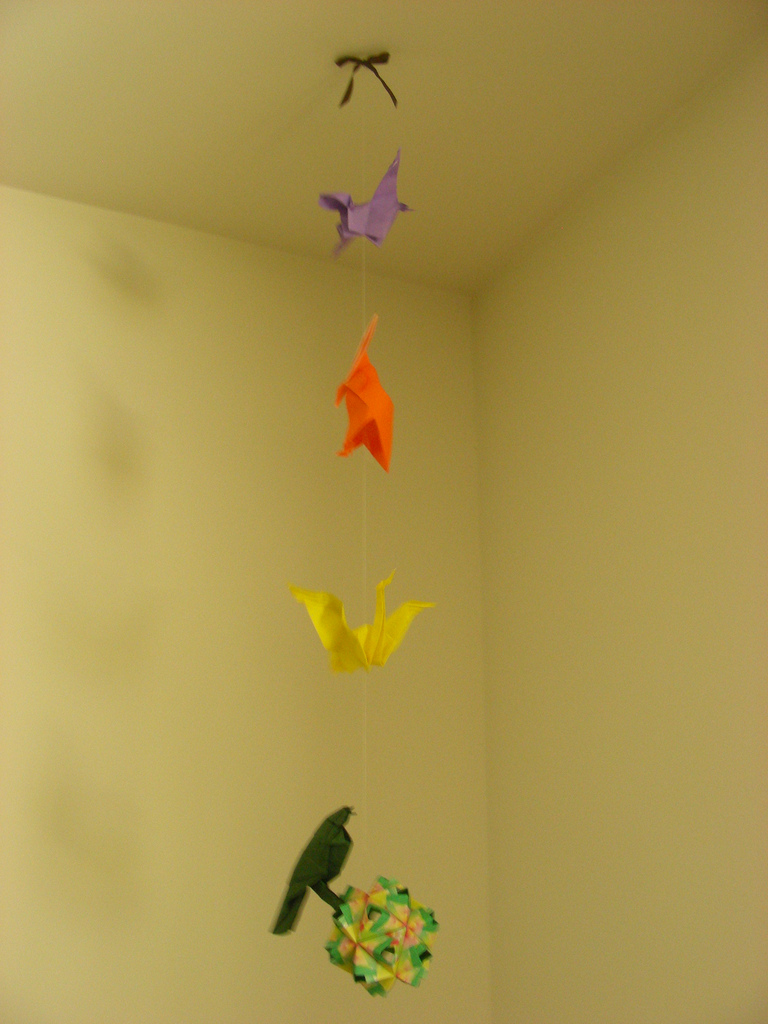
Des oiseaux